# سلطان الأول بن صقر القاسمي
سلطان الأول بن صقر القاسمي (1781–1866) كان شيخ القواسم وحاكم الشارقة ورأس الخيمة والجزيرة الحمراء والرمس وهي مناطق واقعة داخل الإمارات المتصالحة آنذاك والتي أصبحت الآن جزءًا من دولة الإمارات العربية المتحدة. كان متحالفاً في البداية مع المملكة السعودية الأولى، وحكم رأس الخيمة لفترة وجيزة من 1803 إلى 1808 وكان حاكم الشارقة من 1814 حتى وفاته عام 1866، وهو أحد الموقعين على معاهدات مختلفة مع البريطانيين، بدءًا من المعاهدة البحرية العامة لعام 1820 وبلغت ذروتها في الهدنة البحرية الدائمة عام 1853.
حكم الشيخ سلطان القواسم على مدى جيلين كاملين، وشهد في حياته كل عمليات التغير والانتقال إلى التحضر في الخليج. ضمت رأس الخيمة إلى حكم الشيخ سلطان بن صقر سنة 1820، لم يكن أحد يعلم أين يقيم في رأس الخيمة أم في الشارقة، ولكن كان يطلق عليه دائما «شيخ الشارقة» وأحيانا شيخ رأس الخيمة، كان في بداية حياته يستعين بإخوته ثم بأبنائه كممثلين عنه في الحكم المباشر لمدينتي الشارقة ورأس الخيمة ، فكان يحكم رأس الخيمة الشيخ محمد بن صقر شقيق الشيخ سلطان سنة 1823.

## أبناؤه
1. خالد بن سلطان بن صقر القاسمي، حاكم إمارة الشارقة (1866-1868).
2. سالم بن سلطان بن صقر القاسمي، حاكم إمارة الشارقة (1868-1883).
3. إبراهيم بن سلطان بن صقر القاسمي
4. أحمد بن سلطان بن صقر القاسمي
5. عبد الله بن سلطان بن صقر القاسمي
6. ناصر بن سلطان بن صقر القاسمي